# Diocese de Santo Tomé
A Diocese de Santo Tomé (em latim: Dioecesis Sancti Thomae in Argentina) é uma diocese localizada na cidade de Santo Tomé, pertencente a Arquidiocese de Corrientes na Argentina. Foi fundada em 3 de julho de 1979 pelo Papa João Paulo II. Com uma população católica de 189.093 habitantes, sendo 89,6% da população total, possui 12 paróquias com dados de 2017.

## História
A Diocese de Santo Tomé foi criada a partir da cisão da Arquidiocese de Corrientes e da Diocese de Goya em 3 de julho de 1979. 

## Lista de bispos
A seguir uma lista de bispos desde a criação da diocese. 
|       | Nome                      | Período    | Notas                                       |
| Bispo | Bispo                     | Bispo      | Bispo                                       |
| ----- | ------------------------- | ---------- | ------------------------------------------- |
| 5º    | Gustavo Alejandro Montini | 2016-atual |                                             |
| 4º    | Hugo Norberto Santiago    | 2006- 2016 | Nomeado Bispo de San Nicolás de los Arroyos |
| 3º    | Francisco Polti Santillán | 1994-2006  | Nomeado Bispo de Santiago del Estero        |
| 2º    | Alfonso Delgado Evers     | 1986-1994  | Nomeado Bispo de Posadas                    |
| 1º    | Carlos Esteban Cremata    | 1979-1985  |                                             |